# Alain Erlande-Brandenburg
Pour les articles homonymes, voir Brandenburg.
 (décembre 2022).
Il peut être nécessaire de l'améliorer pour respecter le principe de neutralité de point de vue. Veuillez consulter la page de discussion pour plus de détails.

Alain Brandenburg, dit Erlande-Brandenburg, né le 2 août 1937 à Luxeuil (Haute-Saône) et mort le 6 juin 2020 à Paris, est un conservateur et historien de l'art français.
Archiviste paléographe et conservateur général honoraire du patrimoine, il est directeur des Archives de France de 1994 à 1998. Il est également enseignant-chercheur dans de nombreuses grandes écoles, dont l'École du Louvre, l'École pratique des hautes études (1974-2005), l'École supérieure de Chaillot et l'École nationale des chartes. Il fut président de la Société française d'archéologie et fondateur du musée national de la Renaissance.

## Biographie

### Origine et famille
Fils du médecin Gilbert Brandenburg, Alain Brandenburg est le petit-fils d'Albert Erlande, écrivain et  poète méridional, du côté de son père, et l'arrière petit-fils, d'Eugène Revillout, égyptologue et professeur français, du côté maternel.
Sa vocation pour les musées naît de sa passion pour les objets. Elle lui a été transmise par Jean Brunon, collectionneur d’objets militaires, fréquenté de 1954 à 1956.

### Formation
Alain Erlande-Brandenburg effectue ses études secondaires dans les lycées Saint-Charles et Thiers de Marseille. Une rencontre avec Pierre Marot, directeur de l'École nationale des chartes, le décide à préparer le concours de cette grande école ; il intègre à cet effet la classe préparatoire du lycée Henri-IV de Paris. Admis onzième sur dix-huit à l'issue du concours d'entrée de 1959, il y obtient le diplôme d'archiviste paléographe en 1964 après avoir soutenu une thèse d'établissement intitulée Funérailles et sépultures royales en France de la fin du VIIIe siècle à 1285.
L'année suivante, il est diplômé de la section supérieure de l’École du Louvre avec une nouvelle thèse d'établissement intitulée La statue funéraire en France jusqu’au milieu du XIIIe siècle. Ces deux travaux préparent une troisième thèse, centrée sur les sépultures royales de Saint-Denis et soutenue en 1971 au sein de la IVe section de l'École pratique des hautes études. Dirigée par Michel Fleury, elle est publiée en 1975 sous le titre Le roi est mort.

### Carrière
À la fin de ses études, Alain Erlande-Brandenburg peut choisir entre le monde des musées et celui des archives. Il opte d'abord pour le premier. Conservateur en 1967, il est responsable des musées de Cluny (Moyen Âge) et d'Écouen (Renaissance) en 1981. Six ans plus tard, il est nommé adjoint du directeur des Musées de France. En 1991, il retourne au Musée de Cluny, devenu Musée national du Moyen Âge, qu'il est chargé de rénover entièrement ; il réaménage notamment la salle des tapisseries de La Dame à la licorne. À Écouen, il crée le  musée national de la Renaissance. Il est également président de la Société française d’archéologie de 1985 à 1994.

#### La modernisation du musée de Cluny

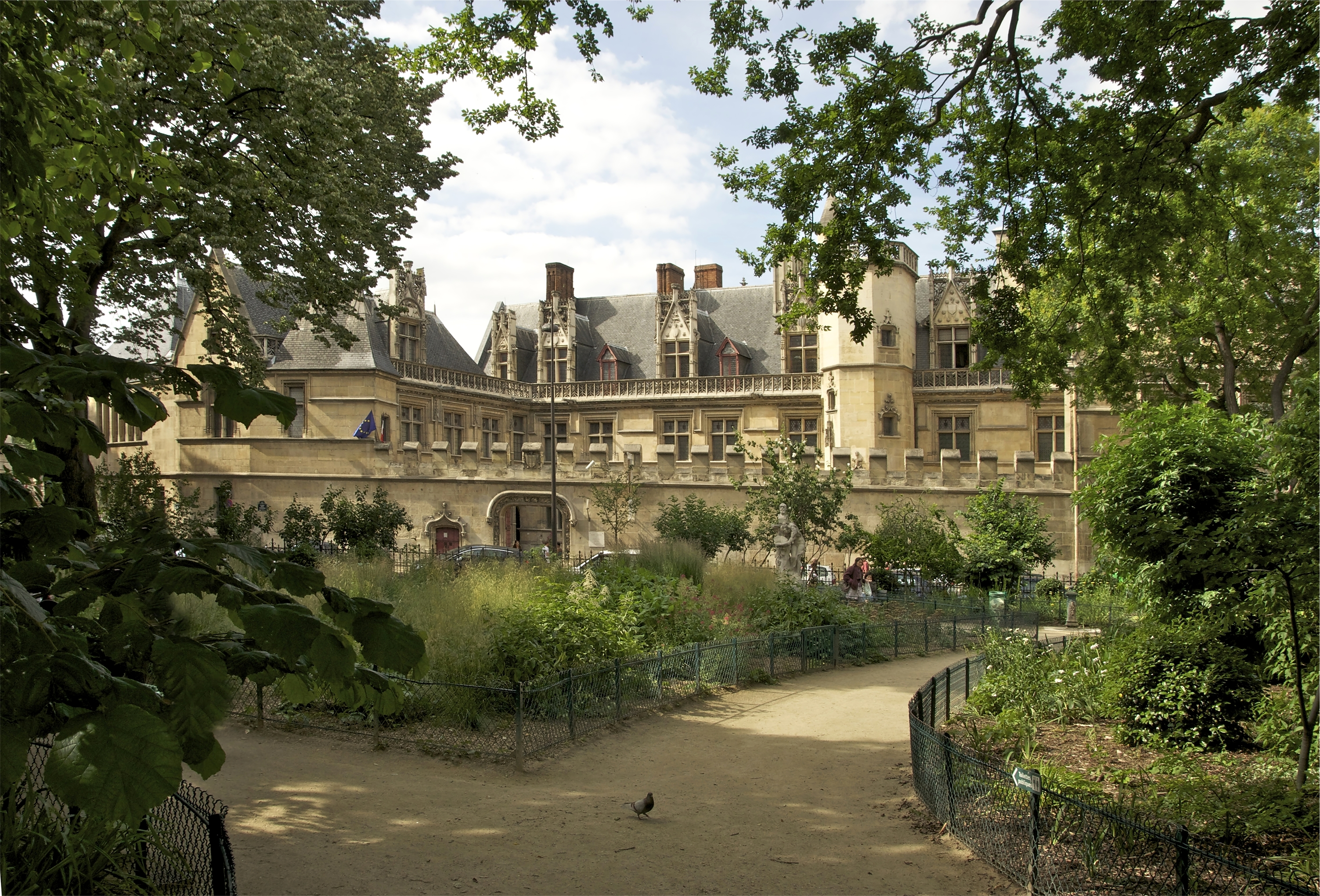
Alain-Erlande Brandenburg a été conservateur (1980-1987) et directeur (1991-1994) du Musée de Cluny

Peu après son arrivée au musée de Cluny, les événements de mai 68 conduisent Alain-Erlande Brandenburg à établir pendant deux mois un campement de fortune au musée de Cluny. Ce moment lui permet de« tisser un lien intime avec ce lieu, dépassant les simples exigences de [sa] fonction ». Par la suite, il a la « volonté de documenter le musée) » et se lance dans des travaux de fond (mise à l'abri des objets hors vitrines, campagne photographique des objets et des salles, travail d'inventaire des collections).
En parallèle à ses activités au musée, il participe à l’organisation d’expositions à l’étranger, notamment l’exposition de « L’AN 1200 » à New York en 1970. En France, il organise l'exposition des « Chefs-d’œuvre de la tapisserie du XIVe au XVIe siècle » au Grand Palais (1973-1974).
Nommé directeur du musée de Cluny en 1980, Alain-Erlande Brandenburg s'engage dans un réaménagement en profondeur du musée faisant la part belle à la création artistique. Il regroupe ainsi des ensembles homogènes témoignant de l’unicité de l’art dans une période et un espace géographiques donnés. Cette nouvelle muséographie doit « contribuer à susciter l’émotion ». Il se lance également dans une politique active d'acquisitions, avec par exemple les trois têtes de la façade de Saint-Denis en 1986, 1988 et 1992.
On doit également à Alain Erlande-Brandenburg l'authentification de têtes sculptées retrouvées en 1977 à Paris comme étant les têtes des rois du portail de Notre-Dame, décapités sous la Terreur.

#### La création du musée national de la Renaissance
De nombreuses œuvres de la Renaissance sommeillaient dans les réserves du musée de Cluny. L'idée d'installer ces collections dans le château d'Écouen avait été initiée par Pierre Verlet. Il avait cherché durant des années un bâtiment dont les volumes permettaient d’exposer la tenture de David et Bethsabée aux dimensions imposantes. Aucun hôtel particulier parisien n’était capable de l’accueillir. Il prospecta en Île-de-France et son choix se porta sur Écouen, proche de Paris et offrant une surface suffisante. Néanmoins, des projets concurrents émergèrent et notamment la création d'un club de Loisir porté par le groupe Trigano. En 1970, sous l’impulsion de René Baillargeat, Francis Salet et Alain-Erlande Brandenburg fut créée une association pour la sauvegarde du Château d’Écouen. Ils obtiennent gain de cause en 1971, lorsque le principe d’une restauration du Château est acté par le gouvernement, ainsi que son affectation à un musée consacré à la Renaissance.

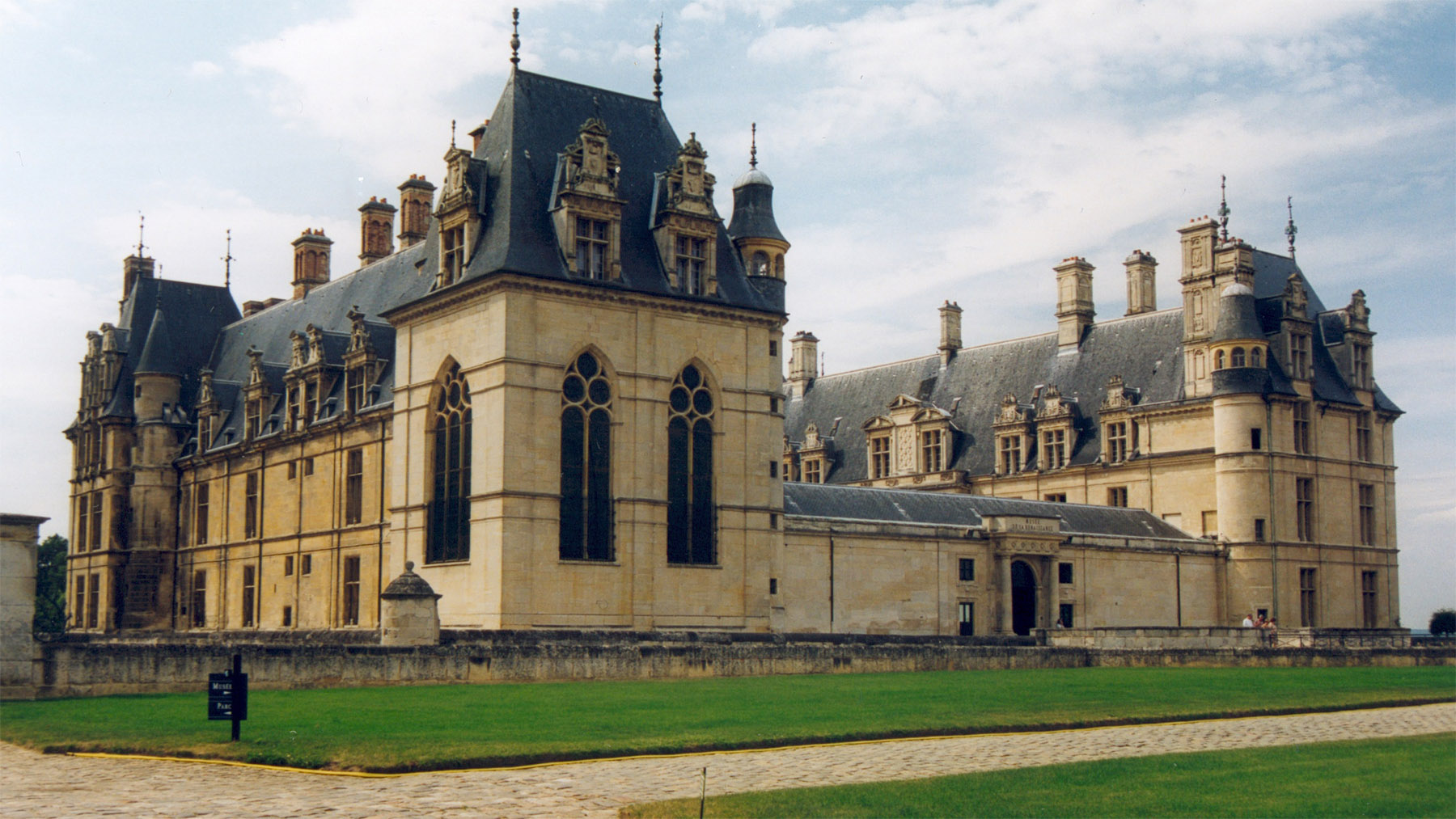
Alain-Erlande Brandenburg contribua à édifier le musée national de la Renaissance au château d'Ecouen

Alain-Erlande Brandenburg entreprit un travail d’inventaire sur plusieurs années des œuvres de la collection de la Renaissance qui se trouvaient dispersées sur le territoire notamment en raison de la mise à l’abri parfois dans la précipitation dans certains musées et châteaux de province, à la veille de la Seconde Guerre mondiale.
Le musée de la Renaissance à Écouen fut inauguré en 1977 en présence du Président de la République, Valéry Giscard d’Estaing. Alain-Erlande Brandenburg en devint le premier directeur du musée.
Alain-Erlande Brandenburg quitta Écouen en 1985, en même temps que Cluny, pour la Direction des musées de France.

#### Adjoint au directeur des musées de France
En 1987, après vingt années passées au musée de Cluny, dont sept à la tête de l’institution, Alain-Erlande Brandenburg accepte la proposition d’Olivier Chevrillon, nouvellement nommé directeur des musées de France, de devenir son adjoint. Dans le cadre de ces fonctions, il contribua à consolider le statut des conservateurs et à créer le nouveau corps de Conservateur général du Patrimoine.

#### Retour au musée de Cluny
En septembre 1991, Alain-Erlande Brandenburg redevient directeur du musée de Cluny, avec la volonté de faire de Cluny le musée de référence sur le Moyen Âge et convaincu « qu'une nouvelle ère s’ouvrait, caractérisée par un engouement encore jamais connu pour les musées, qui imposait une transformation radicale de Cluny ». Le musée de Cluny devient le « Musée national du Moyen Âge-Thermes de Cluny » et lance une nouvelle politique de communication, de présentation des œuvres permise par l'arrivée de nouvelles technologies (éclairage par fibre optique)  et le projet du « Grand-Cluny », avec un agrandissement du musée avec la construction d’un nouveau bâtiment accolé à l’hôtel gothique et donnant sur les jardins.
Alain-Erlande Brandenburg quitte définitivement le musée de Cluny en 1994 pour rejoindre les Archives de France dont il démissionne en juin 1998.

#### Retour au musée de la Renaissance à Écouen
En 1999, il est nommé directeur du musée de la Renaissance. Il s’attèle à développer la fréquentation du musée, à trouver des financements, à créer une nouvelle image d’Écouen et à faire en sorte de réinscrire le château dans le paysage local. Il entreprend de remettre les collections d'Écouen au cœur des préoccupations scientifiques par la mise en place d’une collection de monographies unifiée sous le chapeau de « Les cahiers du musée de la Renaissance ». Alain-Erlande Brandenburg prend sa retraite le 2 août 2005, et continue à enseigner à l'Institut d'études supérieures des arts.

#### Enseignements
Directeur d’études à l’École pratique des hautes études de 1974 à 2005  (IVe section), Alain-Erlande Brandenburg y enseigne l’art et l’archéologie du Moyen Âge occidental. De 1981 à 1988, il est également chargé du cours de muséologie à l’École du Louvre, où il crée la chaire d’histoire de l’architecture occidentale en 1982.
Enfin, de 1991 à 2000, il occupe la chaire d’archéologie et d’histoire de l’art du Moyen Âge à l’École nationale des chartes. Il est également professeur chargé de l’enseignement de l'architecture médiévale à  l’École supérieure de Chaillot et à l’Institut d’études supérieures des arts.

### Postérité et hommages
Alain Erlande-Brandenburg meurt à Paris le 6 juin 2020,,. Dans un communiqué de presse, le ministre de la Culture Franck Riester déclare que « le monde de la culture perd l’un de ses serviteurs les plus passionnés, mais aussi un remarquable passeur de connaissance et l’un des plus grands historiens de l’art français, dont la renommée s’étendait bien au-delà de nos frontières ».
Maryvonne de Saint-Pulgent, ancienne directrice des Patrimoines du ministère de la Culture, le décrit comme un « grand érudit, bon vivant, qui affirmait ses convictions d’une voix forte, sans craindre de bousculer. Un homme de projets, indépendant et libre, plutôt qu’un politique. Il a sans doute été plus heureux comme conservateur de musée. On lui doit notamment d’avoir restitué le rôle essentiel des évêques à l’époque médiévale dans cette France, qui était la fille aînée de l’Église. C’est l’affirmation de leur pouvoir qui a donné cette floraison de cathédrales absolument unique ».
Marie-Christine Labourdette, présidente de la Cité de l’architecture et du patrimoine, rappelle que « son cours sur l’histoire de l’architecture romane et gothique, suivi de l’architecture civile et monastique, a passionné des générations d’étudiants de Chaillot. Cet érudit d’exception entraînait ses élèves sur le terrain et les incitait à publier leurs travaux de recherche dans le Bulletin monumental ».

## Publications
Alain Erlande-Brandenburg est l'auteur de plus de 400 articles et 50 ouvrages, dont Le roi est mort (Bibliothèque de la Société française d'archéologie, 1975), L'Art gothique (Mazenod, 1983 ; Citadelle, 2003), La Conquête de l'Europe (Gallimard, coll. « L'univers des formes", 1987), La Cathédrale (Fayard, 1989), Notre-Dame de Paris (Nathan, 1997), La Cathédrale de Reims (Actes Sud, 2007), La Révolution gothique (Picard, 2012).
Dans son dernier livre, Parcours d'un conservateur de musées, de Cluny à Écouen - Transmettre la passion des œuvres au public (1967-2005), il retrace son parcours d'un conservateur, révèle toute la richesse de la démarche passionnée d'un scientifique et muséographe, menée au cours des quarante-cinq années qui virent la transformation fondamentale de la politique culturelle et des musées.
Dans un article du 17 avril 2019, le journal Le Monde cite le livre de Notre-Dame de Paris d'Alain Erlande-Brandenburg comme un texte ayant façonné l’imaginaire collectif autour du mythe de Notre-Dame.

### Années 1970

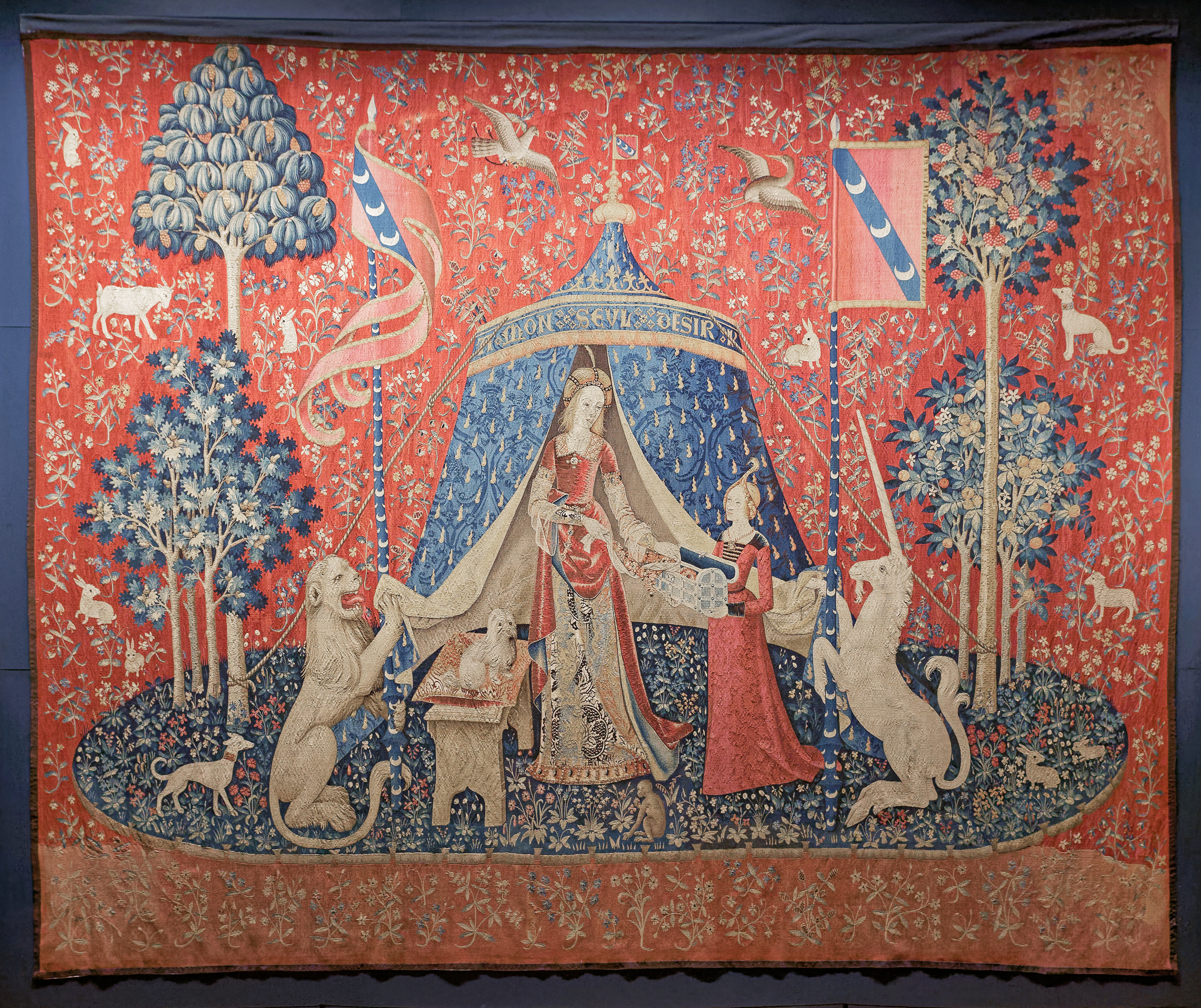
Alain-Erlande Brandenburg a contribué à valoriser la Dame à la Licorne, œuvre majeure du Musée de Cluny.

- Carte archéologique de Paris.Premières série, notices 1 à 903 (avec Marie-Edmée Michel  et Catherine Quétin), éd. Commission du Vieux Paris, Paris 1971 ;
- Paris monumental, Paris, Flammarion, 1974, (en collaboration avec Michel Fleury et Jean-Pierre Babelon), prix Hercule-Catenacci de l'Académie française en 1976 ;
- Le roi est mort. Étude sur les funérailles, les sépultures des rois de France jusqu’à la fin du XIIIe siècle, Genève-Paris, Droz, 1975.
- La Dame à la Licorne, Paris, Réunion des Musées Nationaux, 1977. (Nlle édit. 1989)

### Années 1980-1999

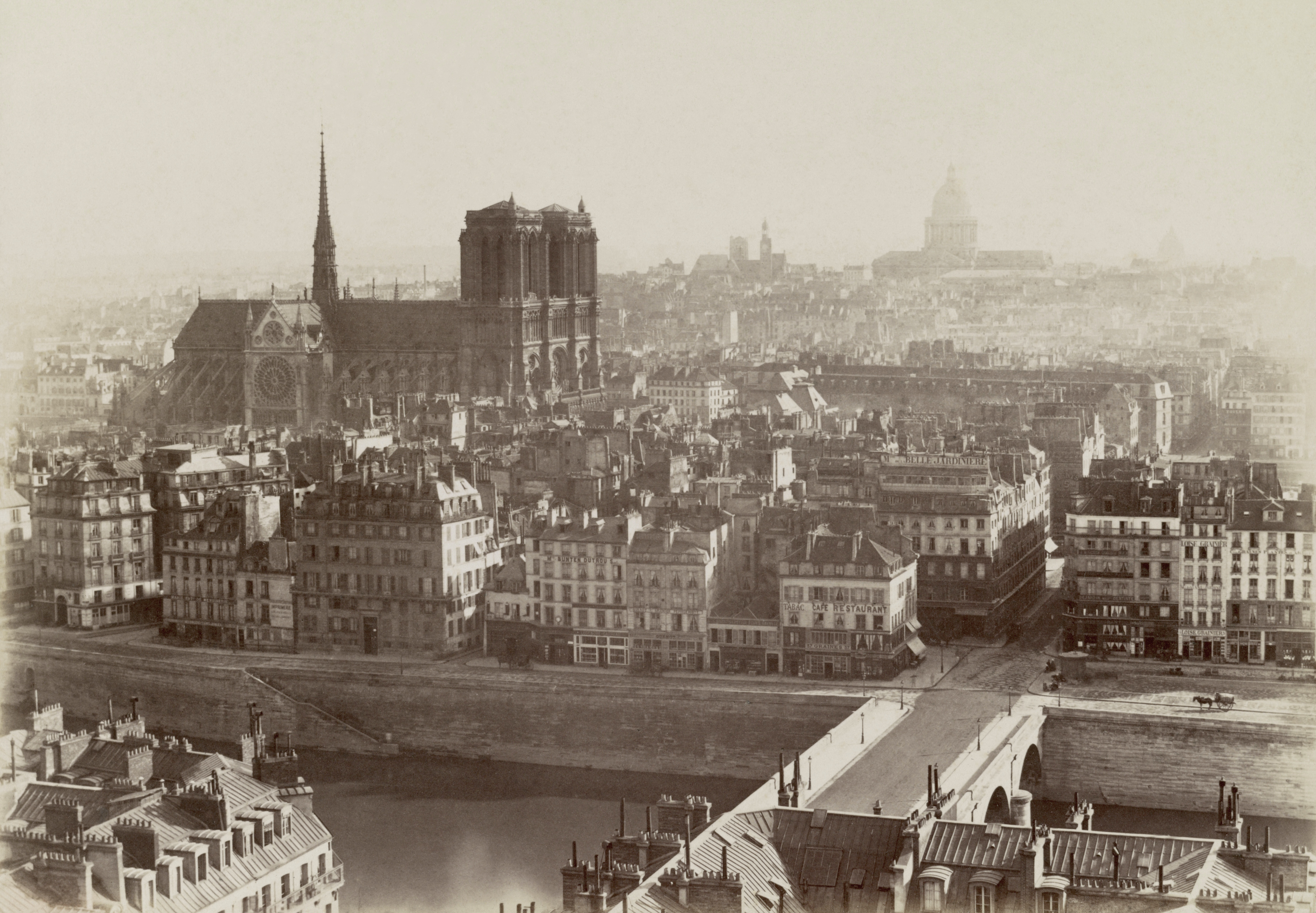
Alain Erlande-Brandenburg, auteur d'un texte ayant façonné l’imaginaire collectif autour du mythe de Notre-Dame.

- L'art gothique, Paris, Citadelles & Mazenod, 1983, 628 p.
- Le monde gothique. La conquête de l'Europe, 1260-1300, Paris, Gallimard, "L'univers des formes", 1987, 445 p.
- La cathédrale, Paris, Fayard, 1989, 418 p.
- Notre-Dame de Paris, Paris, Nathan-CNMHS, 1991, 256 p.
- Quand les cathédrales étaient peintes, Paris, Gallimard, coll. « Découvertes Gallimard / Arts » (no 180), 1993, 176 p.  (ISBN 978-2-07-053234-6).
- Histoire de l'architecture française. Tome I : Du Moyen Âge à la Renaissance, Paris, Mengés-CNMHS, 1995, 478 p.
- De pierre, d'or et de feu. La création artistique au Moyen Âge, IVe – XIIIe siècle, Paris, Fayard, 1999, 297 p.

### Années 2000-2010

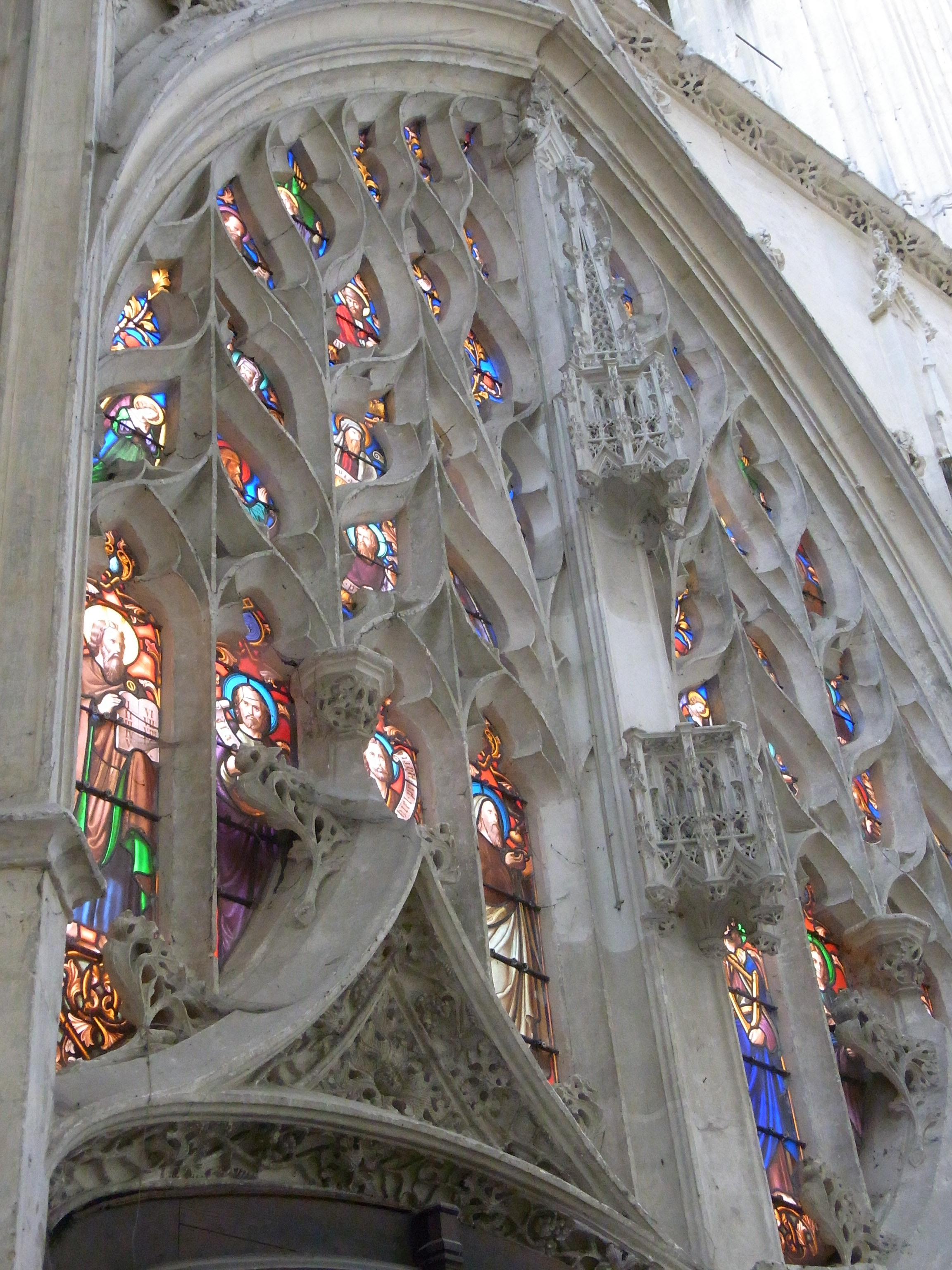

- Le sacre de l'artiste. La création au Moyen Âge, XIVe – XVe siècle, Paris, Fayard, 2000, 234 p.
- L'art roman. Un défi européen, Paris, Gallimard, coll. « Découvertes Gallimard / Arts » (no 471), 2004.
- Qu'est-ce qu'une église ?, Paris, Gallimard, Paris, 2010, 313 p.  (ISBN 978-2-07-077621-4).
- La révolution gothique, Paris, Picard, 2011, 288 p.
- Avec Anne-Bénédicte Mérel-Brandenburg, Saint-Germain-des-Prés : An Mil, Paris, Picard, 2011, 126 p. (ISBN 9782708409149).

## Distinctions

### Prix
- Prix Hercule-Catenacci de l’Académie française pour l'ouvrage Paris monumental (avec Jean-Pierre Babelon et Michel Fleury, 1976)[14].
- Prix de Joest de l’Académie des beaux-arts (1978)[14].
- Prix Eugène Carrière de l’Académie française pour La cathédrale (1990)[20].
- Prix Saintour de l’Académie des inscriptions et belles-lettres pour Notre-Dame de Paris (1992)[21].

### Décorations
- Officier de la Légion d'honneur (2002[22]).

- Commandeur de l'ordre national du Mérite (1997[23])

- Commandeur de l'ordre des Arts et des Lettres (1993)[14].
- Grand officier de l'ordre national du Lion (Sénégal)[4].
- Ordre du Prince Branimir (Croatie)[4].

## Documentation
Une partie de ses archives est déposée à l'Institut national d'histoire de l'art.